# Carpococcyx viridis
Carpococcyx viridis е вид птица от семейство Cuculidae. Видът е критично застрашен от изчезване.

## Разпространение
Видът е разпространен в Индонезия.